# 与儀実清
与儀 実清（與儀 實清、よぎ じっせい、1914年〈大正3年〉10月11日 - 2021年〈令和3年〉3月26日）は、日本の政治家。沖縄県宜野座村長（2期）を務めた。

## 来歴
沖縄県国頭郡宜野座村宜野座出身。1957年（昭和32年）3月22日、宜野座村助役に就任。助役を7年務めたのち、1964年（昭和39年）12月30日、宜野座村長に就任。本土への就職による若年労働者の流出を防ぐ目的で村内雇用の拡大を図り、サトウキビなどの基幹農作物の振興のため、工場の誘致を推進した。2期8年務め、1972年に退任した。
2019年（令和元年）10月13日、自身の105歳の誕生会で挨拶を求められた際に「感謝の念でいっぱいだ。故郷の宜野座村の繁栄も遠くから祈念申し上げたい」と語った他、琉球新報のインタビューに応じ、長寿の秘訣について「年齢を気にしないこと」と語った。
2021年（令和3年）3月26日、老衰のため沖縄市内の老人ホームで死去。106歳没。

## 人物
- 食にこだわりはないが、野菜嫌いであるため青汁を飲むことを日課としていた[1]。
- 1947年に妻と結婚。2019年10月時点で子ども6人、孫9人、ひ孫10人、玄孫1人がいた[1]。